# اتم مرکزی
در ساختار لوویس اتمی را که ۳ شرط زیر را داشته باشد اتم مرکزی می‌نامیم و دیگر اتم‌ها را اتم اطراف می‌نامیم.
1. اتمی که کمترین تعداد را داشته باشد واگر تعدادها برابر بود:
2. اتمی که در لایه ظرفیت خود اوربیتال تک الکترونی بیشتری داشته باشد و اگر تعداد آنها نیز برابر بود:
3. اتمی که الکترونگاتیوی آن از بقیه اتم‌ها کمتر باشد.

در مورد ۱ استثناً در مولکول N۲O یکی از نیتروژن‌ها اتم مرکزی است.(الکترونگاتیوی اکسیژن بیشتر است و تعداد کمتری دارد)
- هیدروژن هیچگاه اتم مرکزی نخواهد بود مگر درH۲

مثال:
| دلیل                                                                             | اتم مرکزی | مولکول یا یون |
| -------------------------------------------------------------------------------- | --------- | ------------- |
| تعداد                                                                            | C         | CCl۴          |
| اوربیتال تک الکترونی بیشتر با وجود تعداد برابر                                   | N         | N۲F۲          |
| (S,O) الکترونگاتیوی کمتر با وجود برابری تعداد و تعداد اوربیتال تک الکترونی مساوی | S         | S۲O۲Cl۲       |